# Caterham CT05
Der Caterham CT05 war der vierte Formel-1-Rennwagen des Caterham F1 Teams (ehemals Lotus) und der dritte mit dem Chassisnamen Caterham. Das Fahrzeug wurde in der Formel-1-Saison 2014 eingesetzt und wurde am 28. Januar 2014 auf dem Circuito de Jerez der Öffentlichkeit präsentiert.
Aufgrund der Insolvenz des Caterham-Teams trat das Team bei den beiden Rennen in den USA und Brasilien nicht an.

## Technik und Entwicklung

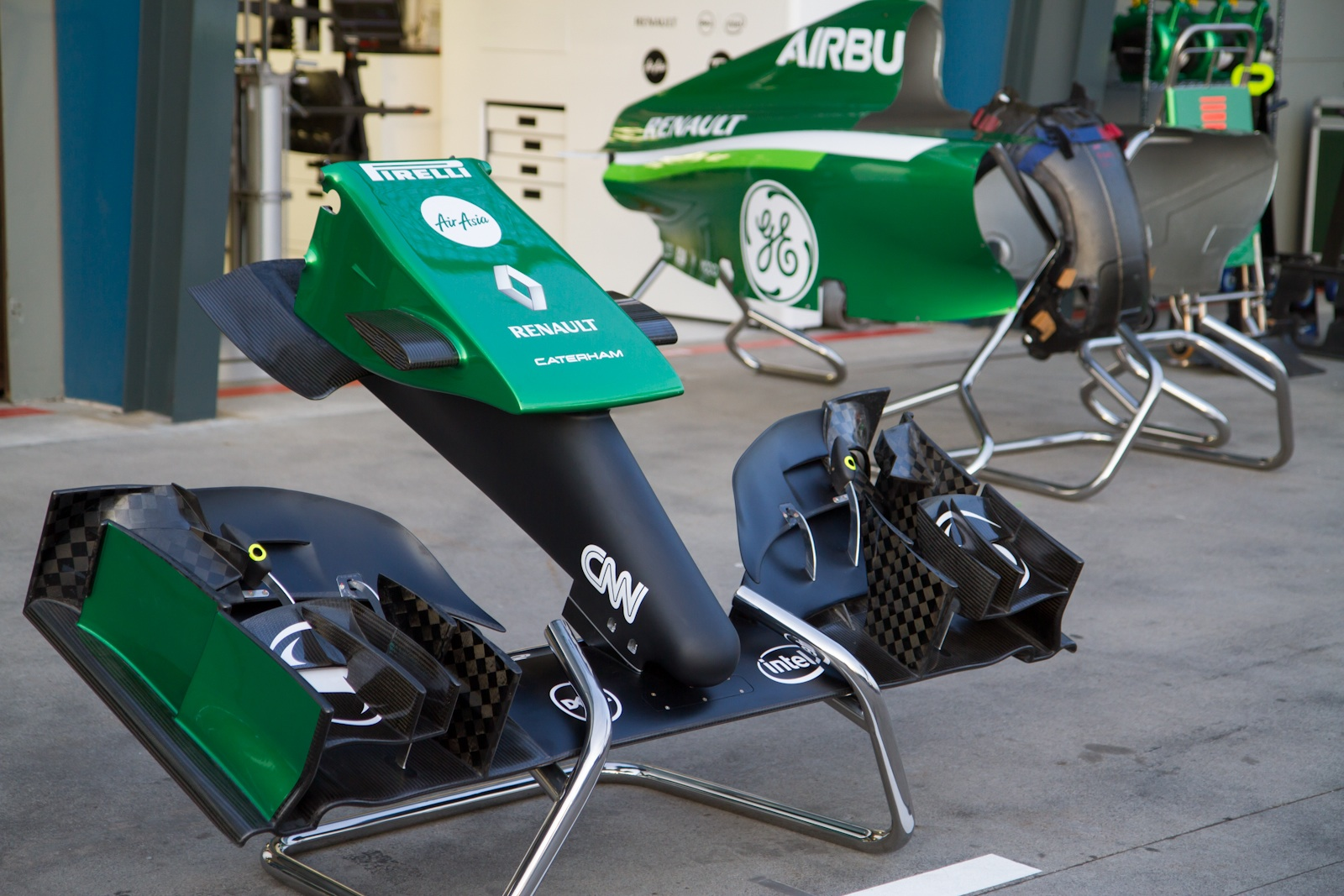
Nase des Caterham CT05 beim Großen Preis von Australien

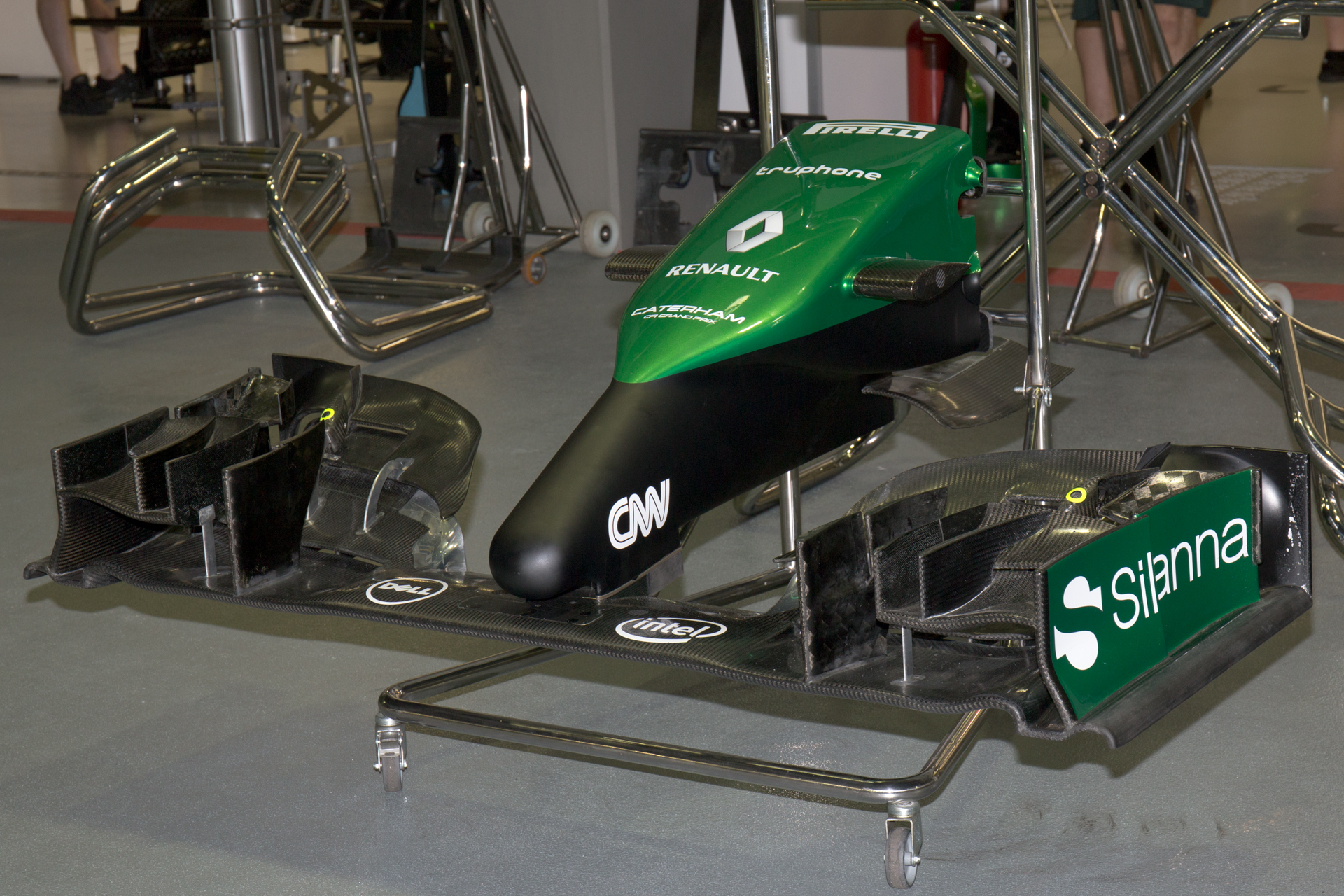
Veränderte Front beim Großen Preis von Singapur

Der Caterham CT05 war das Nachfolgemodell des Caterham CT03, wobei sich das Fahrzeug aufgrund von Regeländerungen für die Formel-1-Weltmeisterschaft 2014 optisch wie auch technisch deutlich vom Vorgängermodell unterschied.
Bedingt durch die Regeländerungen zur Saison 2014 war die Nase des Fahrzeugs deutlich niedriger als beim Fahrzeug des Vorjahres. Diese war sehr auffällig geformt und unterschied sich deutlich von den Nasen aller anderen Fahrzeuge der Saison 2014. Die Frontpartie erinnerte bis kurz vor den Frontflügel stark an das Vorgängermodell, wurde dann aber von einer flachen, dünnen und spitzen zweiten Nase unterbaut, die weit nach vorne über den Frontflügel ragte. Gegen Saisonmitte wurde die Frontpartie deutlich überarbeitet und die zweistufige Nase ersetzt. Das neue Design hob sich nicht mehr stark von den meisten Konkurrenzfahrzeugen ab.
Angetrieben wurde der CT05 vom neuentwickelten Renault Energy F1 2014, einem 1,6-Liter-V6-Motor mit einem Turbolader. Reglementbedingt gab es nur noch ein zentrales Auspuffrohr, das oberhalb des Rücklichtes mündete. Das ERS stammt ebenfalls von Renault, das Innenleben des Achtganggetriebes kam von Red Bull Racing.

## Lackierung und Sponsoring
Die Grundlackierung des CT05 war erneut grün. Der Front- und Heckflügel des Wagens waren mattschwarz gehalten. Nachdem die untere Nase bei den Testfahrten vor der Saison noch in grün lackiert gewesen war, war sie bei den Rennwochenenden, genau wie der Frontflügel, in mattschwarz lackiert. Sponsorenaufkleber kamen von Airbus, General Electric, CNN, Renault, Intel und Dell.

## Fahrer
Caterham startete die Saison 2014 mit dem Fahrerduo Kamui Kobayashi und Marcus Ericsson. Kamui Kobayashi kehrte in die Formel 1 zurück, nachdem er ein Jahr in der GTE-Pro-Klasse der FIA-Langstrecken-Weltmeisterschaft (WEC) für das Ferrari-Werksteam AF Corse gefahren war. Ericsson bestritt seine erste Saison in der Formel 1, 2013 fuhr er bei DAMS in der GP2-Serie und erreichte den sechsten Gesamtrang.
Beim Großen Preis von Belgien trat Caterham mit André Lotterer anstelle von Kobayashi an, da das neue Management, das seit dem Großen Preis von Großbritannien das Team leitet, nach eigenem Bekunden Wert darauf legt, dass die Fahrer zur Finanzierung des Rennstalls beitragen. Lotterers Einsatz, der zugleich sein Formel-1-Debüt war, wurde vom belgischen Energydrinkhersteller Hype finanziert, der dem ehemaligen Rennfahrer Bertrand Gachot gehört.
Für den Großen Preis von Italien sollte Roberto Merhi das Cockpit übernehmen, allerdings scheiterte sein Engagement an einer fehlenden Superlizenz. Ihm wurde nur erlaubt, am ersten freien Training teilzunehmen. Lotterer wurde das Cockpit für das restliche Wochenende erneut angeboten, er lehnte jedoch ab, da er auch im ersten freien Training zum Einsatz kommen wollte. Daher kam Kobayashi wieder zum Einsatz.
Nachdem das Team die Rennen in den USA und Brasilien hatte auslassen müssen, fuhren Kobayashi und Will Stevens das letzte Saisonrennen, da Ericsson seinen Vertrag mit dem Team zuvor bereits aufgelöst hatte.

## Ergebnisse
| Fahrer               | Nr.                  | 1   | 2  | 3   | 4  | 5   | 6  | 7   | 8  | 9   | 10 | 11  | 12  | 13 | 14  | 15 | 16  | 17 | 18 | 19  | Punkte | Rang |
| -------------------- | -------------------- | --- | -- | --- | -- | --- | -- | --- | -- | --- | -- | --- | --- | -- | --- | -- | --- | -- | -- | --- | ------ | ---- |
| Formel-1-Saison 2014 | Formel-1-Saison 2014 |     |    |     |    |     |    |     |    |     |    |     |     |    |     |    |     |    |    |     | 0      | 11.  |
| K. Kobayashi         | 10                   | DNF | 13 | 15  | 18 | DNF | 13 | DNF | 16 | 15  | 16 | DNF |     | 17 | DNS | 19 | DNF |    |    | DNF | 0      | 11.  |
| A. Lotterer          | 45                   |     |    |     |    |     |    |     |    |     |    |     | DNF |    |     |    |     |    |    |     | 0      | 11.  |
| M. Ericsson          | 9                    | DNF | 14 | DNF | 20 | 20  | 11 | DNF | 18 | DNF | 18 | DNF | 17  | 19 | 15  | 17 | 19  |    |    |     | 0      | 11.  |
| W. Stevens           | 46                   |     |    |     |    |     |    |     |    |     |    |     |     |    |     |    |     |    |    | 17  | 0      | 11.  |
| A. Rossi             | 45                   |     |    |     |    |     |    | PO  |    |     |    |     |     |    |     |    |     |    |    |     | 0      | 11.  |
| R. Merhi             | 45                   |     |    |     |    |     |    |     |    |     |    |     |     | PO |     | PO | PO  |    |    |     | 0      | 11.  |
| R. Frijns            | 46                   |     |    | PO  |    |     |    |     |    | PO  |    |     |     |    |     |    |     |    |    |     | 0      | 11.  |

| Legende  | Legende            | Legende                                                          |
| Farbe    | Abkürzung          | Bedeutung                                                        |
| -------- | ------------------ | ---------------------------------------------------------------- |
| Gold     | –                  | Sieg                                                             |
| Silber   | –                  | 2. Platz                                                         |
| Bronze   | –                  | 3. Platz                                                         |
| Grün     | –                  | Platzierung in den Punkten                                       |
| Blau     | –                  | Klassifiziert außerhalb der Punkteränge                          |
| Violett  | DNF                | Rennen nicht beendet (did not finish)                            |
| Violett  | NC                 | nicht klassifiziert (not classified)                             |
| Rot      | DNQ                | nicht qualifiziert (did not qualify)                             |
| Rot      | DNPQ               | in Vorqualifikation gescheitert (did not pre-qualify)            |
| Schwarz  | DSQ                | disqualifiziert (disqualified)                                   |
| Weiß     | DNS                | nicht am Start (did not start)                                   |
| Weiß     | WD                 | zurückgezogen (withdrawn)                                        |
| Hellblau | PO                 | nur am Training teilgenommen (practiced only)                    |
| Hellblau | TD                 | Freitags-Testfahrer (test driver)                                |
| ohne     | DNP                | nicht am Training teilgenommen (did not practice)                |
| ohne     | INJ                | verletzt oder krank (injured)                                    |
| ohne     | EX                 | ausgeschlossen (excluded)                                        |
| ohne     | DNA                | nicht erschienen (did not arrive)                                |
| ohne     | C                  | Rennen abgesagt (cancelled)                                      |
| ohne     | keine WM-Teilnahme |                                                                  |
| sonstige | P/fett             | Pole-Position                                                    |
| sonstige | 1/2/3/4/5/6/7/8    | Punktplatzierung im Sprint-/Qualifikationsrennen                 |
| sonstige | SR/kursiv          | Schnellste Rennrunde                                             |
| sonstige | *                  | nicht im Ziel, aufgrund der zurückgelegten Distanz aber gewertet |
| sonstige | ()                 | Streichresultate                                                 |
| sonstige | unterstrichen      | Führender in der Gesamtwertung                                   |